# Castell de Gaibiel
El castell de Gaibiel es troba a la comarca de l'Alt Palància (País Valencià), tot just al cim d'un promontori, la montanya Ajedrea (amb només 350 metres quadrats de superfície edificada) enfront de la vila. Està declarat Bé d'Interés Cultural, no presentant encara anotació ministerial, de manera que només es compta amb el codi identificatiu: 12.07.065-003, segons consta a la Direcció General de Patrimoni Artístic de la Generalitat Valenciana.

## Història
La fortalesa és d'origen islàmic, en concret de l'època almohade, tot i que s'han trobat restes d'un assentament iber. Posteriorment, va ser ampliat als segles XIV, XVI i XIX.
Després de la Guerres Carlistes va quedar en estat d'abandonament. Durant la Guerra Civil espanyola s'hi van excavar trinxeres al seu interior. A principis del segle XXI ha estat reconstruït, després de realitzar-hi diverses intervencions arqueològiques, alguna de les quals sota la direcció de Rafael Martínez-Porral, com les que es van realitzar l'any 2004, que van permetre constatar l'existència de diferents habitacles, alguns dels quals utilitzats com cuina, que a més presentava un forn morú; capella, que presentava una dimensions considerables; nevera interior; dos aljubs; zona de pati; etc
Després de la conquesta de la zona per part de les tropes del rei Jaume I d'Aragó, Gaibiel va ser cedida a Pedro Garcés de Roda l'agost de l'any 1237.
El castell va estar en mans de la família Heredia fins al segle xvi. En 1636 passa a aser propietat de la família Priego.

## Descripció
Les diverses ocupacions al llarg de la història han fet que hi hagen estructures que pertanyen a moments constructius diferenciats, així com la reutilització i modificació d'espais.
Es tracta d'un castell de planta poligonal irregular, amb muralles, torre de l'homenatge i torres circulars.
Es considera que l'entrada principal està a la part est, mitjançant un camí que puja per la muntanya i que queda collat entre una torre circular i la mateixa orografia. D'ací s'accedia a una habitació semirectangular que feia de dipòsit d'armes, que al seu torn s'obria al passadís principal que comunicava amb les altres estances de la part baixa de la fortalesa.
A la part esquerra del castell s'alça un espai ampli i allargat, possiblement la capella, com indica l'existència de bancs correguts en l'àrea que correspondria al cor, i un lloc més ampli on hi podria situar-se un retaule, a la capçalera de l'estança.
La torre nord, de planta rectangular, comptava amb almenys tres pisos, de carreus. Junt a ella, una habitació que no compta amb cap obertura, per la qual cosa es considera que devia ser la nevera.
Les cuines s'ubicaven a l'extrem oest, unes habitacions amples que també eren emprades com a rebosts, magatzems d'aliments i llenya i un aljub que aprofitava l'aigua de la coberta del castell. S'han trobat bancs adossats a les parets, que feien de seient per al menjador i les restes de forn moro (el qual es troba molrt allunyat de l'habitacle que debía fer de nevera, que per altra banda està molt a prop de les dependències de la cuina), del qual se'n conserva l'arrancada de la volta.
Extramurs, s'ha documentat altres espais com ara murs, torrasses, barbacanes, un segon aljub i altres estructures de caràcter defensiu. Hi ha una falsa braga, un mur baix destinat a allunyar els atacants del mur principal, projectat en forma d'arc. Al costat, dues torres semicirculars que tancaven el doble mur exterior.
Per la part oest, sota una torrassa, s'ha ubicat l'existència d'una altra torre més antiga, de planta cúbica, maçoneria i emblanquinada en l'exterior, amb reminiscències almohades.